# Vendor-managed Inventory

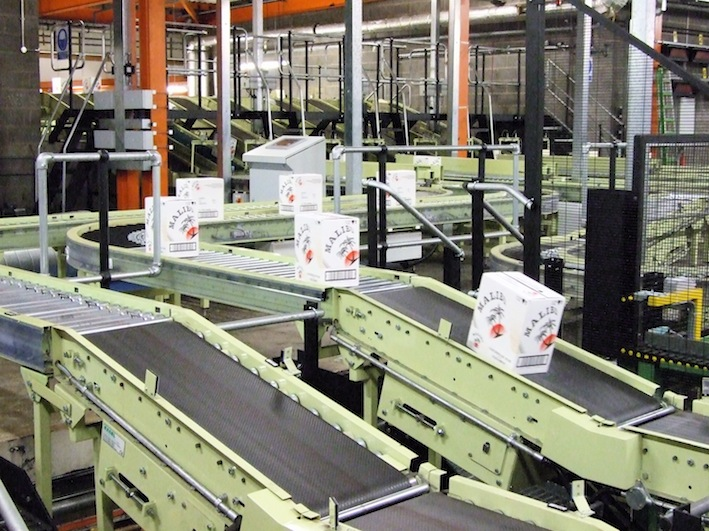
Fördersystem bei Chivas Brothers Ltd in Dumbarton, Schottland

Vendor-managed Inventory (VMI), auch Lieferantengesteuerter Bestand oder Supplier-managed Inventory (SMI), ist ein logistisches Mittel zur Verbesserung der Performance in der Lieferkette, bei dem der Lieferant Zugriff auf die Lagerbestands- und Nachfragedaten des Kunden hat.

## Grundlagen
Beim VMI übernimmt der Lieferant die Verantwortung  für die Bestände seiner Produkte beim Kunden. Der Bestand beim Kunden wird vollständig vom Lieferanten veranlasst. Häufig wird dem Kunden im Gegenzug das volle Retourenrecht eingeräumt. Grundlage für die Berechnung der Lieferungen sind z. B. Verbrauchs- oder Abverkaufszahlen, die entweder bei der regelmäßigen Aufstockung durch den Lieferanten erfasst, oder auch elektronisch übermittelt werden können.

## Konzept
Prinzipiell gibt es drei Konzepte. In der ersten Form (Continuous Replenishment) besucht der Lieferant in regelmäßigen Abständen den Kunden, ermittelt dort den Fehlbestand für die nächste Lieferung und liefert die beim letzten Besuch ermittelten Fehlbestände (typisch z. B. für Verbindungselemente in der Industrie).
In der zweiten Form (klassisches VMI) ermittelt der Kunde seinen Verbrauch und übermittelt diese Daten an den Lieferanten, der mit Hilfe von vereinbarten Daten den Zeitpunkt bestimmt, zu dem weitere Lieferungen erfolgen. Für diese Lieferung wird aber kein expliziter Bestellauftrag des Kunden benötigt. Die nachgelagerten kaufmännischen Prozesse (Rechnungsstellung) werden durch VMI im Allgemeinen nicht verändert.
In der dritten Form (Consignment Inventory) ist der Lieferant faktisch Inhaber eines Teils des Händlerlagers, das er nach Bedarf bestücken kann.
Zunehmend werden diese Prozesse über sogenannte elektronische Marktplätze abgebildet.

## Kritik

### Vorteile
- schnelle Reaktion des Lieferanten auf Bedarfsschwankungen
- höherer Servicegrad, Vermeidung von Out-of-Stock-Situationen im Handel
- höhere Verantwortung und mehr Freiheit des Lieferanten beim Disponieren der Lieferungen
- kostengünstigere Losgrößen
- geringe Lagerbestände bei dem Händler
- steigende Abverkäufe und reduzierte Retourenmengen durch bedarfsgerechte Nachlieferungen
- Optimierung der Transporte des Lieferanten
- Der Lieferant kennt den Absatz vergleichbarer Händler und kann damit die Nachfrage genauer vorhersagen als der Händler selbst

### Nachteile
- hohe Investitionskosten
- schwierige Erfolgsmessung
- nicht zwingend auf komplettes Sortiment anwendbar
- Einblick in die „innere Struktur“ (u. a. Geschäftsdaten) einer Unternehmung durch den Lieferanten
- Größere Abhängigkeit vom Lieferanten
- der Aufwand ist möglicherweise nicht mehr periodengerecht zuordenbar.